# István Friedrich
István Friedrich (* 1. Juli 1883 in Malacka, Österreich-Ungarn; † 25. November 1951 in Vác, Volksrepublik Ungarn) war ein ungarischer Fußballspieler, Politiker und Fabrikant, der zwischen August und November 1919 für drei Monate als Ministerpräsident von Ungarn amtierte. Seine Amtszeit fiel in eine Periode von Revolutionen und Interventionen in Ungarn (1918–1920) unmittelbar nach dem Ersten Weltkrieg, in einer Zeit, in der die Regierung häufig wechselte.

## Leben

### Jugend
István Friedrich wurde am 1. Juli 1883 in Malacka (heute: Malacky, Slowakei) in einer Familie deutscher Herkunft geboren. Seine Eltern waren der Apotheker János Friedrich und Erzsébet Wagner. Seine Ausbildung begann er am High Gymnasium of Pozsony (im heutigen Bratislava, Slowakei). Er spielte als Rechtsaußen beim Fußballverein Műegyetemi AFC und nahm an einem Spiel der Ungarischen Fußballnationalmannschaft am 9. Oktober 1904 teil, das mit einer 4:5-Niederlage gegen die Österreichische Fußballnationalmannschaft endete. Damit war Friedrich der erste Premierminister in der Geschichte, der früher auf professionellem Niveau Fußball gespielt hatte. Nach diesem Spiel fungierte er als Schiedsrichter.
Er studierte Ingenieurwesen an der Universität Budapest bis 1905 und an der Technischen Hochschule Berlin, bevor er in Budapest und Berlin Jura studierte. Bis 1908 arbeitete er als Ingenieur für AEG in Berlin. Noch im selben Jahr kehrte er nach Ungarn zurück und heiratete Margit Asbóth, die Tochter von Emil Asbóth, dem Eigentümer der Ganz-Danubius Company, einer der größten Industrie-Konglomerate dieser Zeit in Ungarn. Er arbeitet jedoch nicht für seinen Schwiegervater, sondern baute seine eigene Firma in Mátyásföld, am Rande von Budapest, auf. Er beschäftigte sich mit Maschinenbau und besaß eine Eisengießerei. Die Firma verkaufte er 1920.
1912 trat er der Unabhängigkeitspartei von Mihály Károlyi bei und wurde zum linken Flügel der Liberalen gerechnet. In dieser Zeit kam er auch in Berührung mit einer Freimaurerloge. Bald darauf wurde er Präsident der Ortsvereinigung seiner Partei in Mátyásföld. 1914 begleitete er Mihály Károlyi in die Vereinigten Staaten. Seither gehörte er zu Károlys engstem Freundeskreis. Károlyi erinnert sich an ihn als „jugendlich, idealistisch und enthusiastisch“ und schätzte ihn für seinen „festen Willen zum Frieden“. Auf der Rückreise wurde Friedrich in Frankreich kurzzeitig interniert, als der Erste Weltkrieg ausbrach. Er floh über Spanien und Italien und trat nach seiner Rückkehr nach Ungarn als Freiwilliger in die Landstreitkräfte Österreich-Ungarns ein, wo er als Leutnant der Artillerie diente. Ein Einsatzort war der Uschok-Pass in der Karpatenukraine. Als er dienstuntauglich für die Front erklärt wurde, kam er zur Nachhut und arbeitete in den Škoda-Werken in Pilsen und im Arsenal in Wien, danach als Kommandant einer Reparatur-Einheit bis zu seiner Demobilisation 1917.

### Kabinett von Mihály Károlyi und die Räterepublik
Während der Asternrevolution am Ende des Ersten Weltkrieges führte er Proteste am Burgpalast in Budapest an, die die Einsetzung der Regierung Károlyi forderten; aktiv nahm er an der „Schlacht an der Kettenbrücke“ am 28. Oktober 1918 teil und wurde dabei verwundet. Nach der Bildung der Regierung am 31. Oktober wurde er am 1. November zum Kriegs-Staatssekretär in Károlyis erstem Kabinett ernannt. Zu dieser Zeit bezeichnete Károlyi Friedrich als „unkontrollierbaren Demagogen“. Der alte Enthusiasmus zwischen dem Premierminister und seinem stellvertretenden Minister kühlte rasch ab. Friedrich schloss sich den konservativeren Kräften an, während Károlyi sich immer stärker auf die Sozialdemokraten stützte.
Károlyi bezeichnete sich selbst als Anhänger von Woodrow Wilsons 14-Punkte-Programm und schloss sich damit den Entente-Mächten an. Er erhoffte sich dadurch territoriale Geschlossenheit Ungarns, einen separaten Friedensvertrag und Vorteile durch seine Beziehungen nach Frankreich. Im Gegensatz dazu wies Friedrich, als prominentes Mitglied der Moderaten, Károlyis „naive“ Außenpolitik zurück und kämpfte dafür, eine starke Armee unter der Leitung der Offiziere aufzubauen. Damit widersprach er auch dem pazifistischen Manifest von Béla Linder. Nach der Entlassung von Linder arbeitete Friedrich eng mit Albert Bartha zusammen, dem neuen Verteidigungsminister. Er unterhielt auch Beziehungen zu gegenrevolutionären Gruppen und tendierte immer mehr in Richtung der politischen Rechten.
Als die Partei letztendlich im Januar 1919 zerfiel, ging auch Friedrich, zusammen mit der Mehrheit, während Károlyi nicht einmal ein Viertel der Mitglieder um sich scharen konnte. Friedrich wurde am 8. Februar 1919 als Staatssekretär entlassen und bildete zusammen mit weiteren ehemaligen Kabinettsmitgliedern eine Oppositionspartei. Seine Mitstreiter waren unter anderen der ehemalige Bildungsminister Márton Lovászy und der ehemalige Innenminister Tivadar Batthyány. Daher wurde Friedrich später von manchen ehemaligen Kollegen (Lajos Varjassy, Oszkár Jászi, Mihály Károlyi) als Verräter betrachtet, der zu den reaktionären Kräften übergelaufen sei und die liberale Demokratie in Ungarn verraten habe.
Nach dem Rücktritt der Koalitionsregierung von Dénes Berinkey am 20. März 1919, aufgrund eines Schachzuges der Entente um das Territorium Ungarns noch einmal zu verkleinern, beriefen die Sozialdemokraten die Kommunisten in eine Koalitionsregierung, die bereits am folgenden Tag ihr Amt antrat und die Föderative Ungarische Sozialistische Räterepublik gründete. Die meisten prominenten Liberalen verließen das Land oder flohen in ländliche Gebiete. Lovászy und Friedrich blieben jedoch in der Hauptstadt. Angesichts des Ungarisch-Rumänischen Krieges nahm die neue Sowjetregierung viele Geiseln. Am 19. April verhafteten die Behörden Friedrich und verurteilten ihn zum Tod wegen antirevolutionärer Umtriebe. Mit Hilfe des Volkskommissars Zsigmond Kunfi, einem ehemaligen Kabinettsmitglied unter Károlyi, konnte er die Strafe jedoch abwenden und schaffte es bald darauf, mit Hilfe einiger seiner Arbeiter, zu fliehen. Er blieb im Versteck bis zum Ende der Regierung von Béla Kun am 1. August 1919.

### Staatsstreich 1919

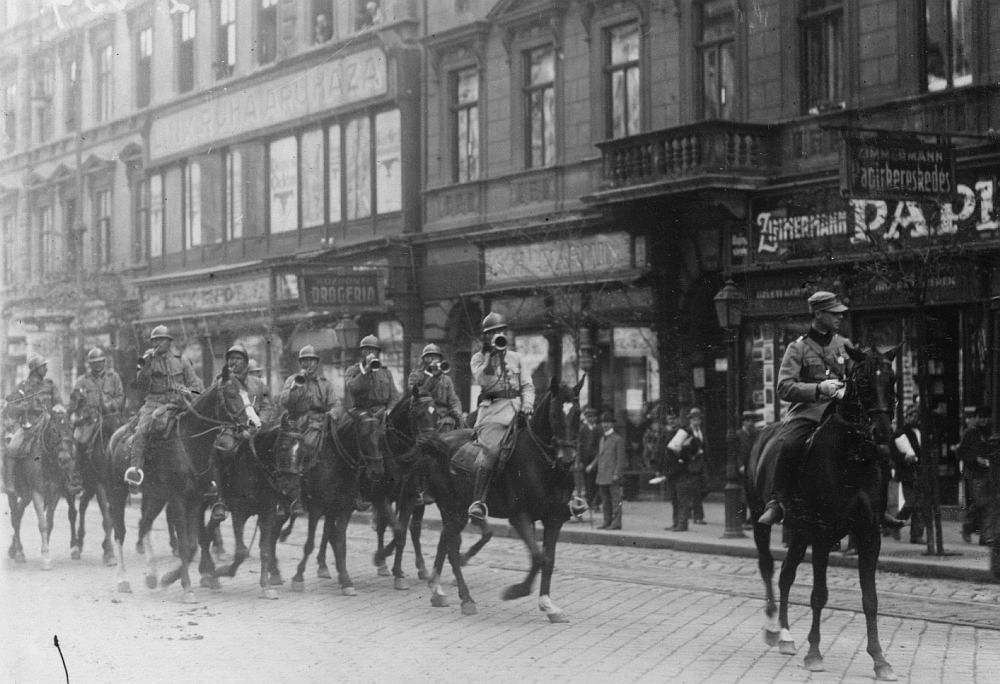
Rumänische Besatzungstruppen in Budapest, 1919. Friedrich kam während der rumänischen Besatzungszeit an die Macht, da sich die Rumänen politisch neutral verhielten und die Briten und Italiener im Stillen Unterstützung gewährten.

Während seines Inneren Exils machte Friedrich Bekanntschaft mit der Gruppe der „Vereinigung der Kameraden vom Weißen Haus“ (Fehérház Bajtársi Egyesület), einer rechtsgerichteten antirevolutionären Gruppe, die aus einer Geheimgesellschaft von Intellektuellen entstand, die von dem Zahnarzt und bekannten Antisemiten András Csilléry 1916 gegründet worden war. Zunächst begegnete Friedrich der Gruppe skeptisch und weigerte sich beizutreten. Er schloss sich enger an Lovászy und Bartha an, um Vorbereitungen für eine neue Regierung zu treffen, weil man erwartete, dass das Regime von Kun bald zusammenbrechen würde.
Friedrich versuchte mit dem neuen moderaten Premierminister Gyula Peidl, einem Sozialdemokraten, zu verhandeln um eine Koalitionsregierung zu bilden, dann bemühte er sich um Unterstützung für eine konservative Regierung durch die Repräsentanten der Triple Entente. Beide Verhandlungen scheiterten und da er sich über die Verschwörungen der Reaktionäre im Klaren war, entschied er sich doch, der Kameradschaft vom Weißen Haus beizutreten um Einfluss zu nehmen. Das erste Treffen der Verschwörer fand am 1. August 1919 statt, und es wurde entschieden, dass sie am 5. August die Macht an sich reißen würden, bevor der Premierminister die Möglichkeit hatte, eine Übereinkunft mit der Entente zu schließen, wodurch seine Macht gefestigt würde, oder er eine neue Koalition mit den Mittelklassen-Parteien eingehen könnte. Die Verschwörer teilten Guido Romanelli, dem Repräsentanten der Entente, ihren Plan mit. Er wies diesen zurück, während der Kommandant der Rumänischen Besatzungstruppen ihn freundlich annahm unter der Bedingung, dass die Aktivitäten nicht für chaotische Zustände sorgen würden und, dass die Anführer des Staatsstreichs schnell handelten.
Die Verschwörer, die Friedrich unterstützten, waren keine Politiker, sondern Bourgeoisie (Beamte, Professoren, Zahnärzte etc.) mit radikal rechten Ansichten (antisemitisch, antidemokratisch und antimonarchisch). Ihr erster Kandidat für den Posten des Premierministers war Gyula Pekár, ein wenig erfolgreicher Schriftsteller, der jedoch dem ehemaligen Premierminister István Tisza nahe stand. Einige Tage später empfahl Friedrich seinen Freund Márton Lovászy für das Amt, die Anführer des Weißen Hauses sprachen jedoch aus ideologischen Gründen dagegen. Am 4. August 1919 führte Friedrich die Delegation zur Monarchie an, die den Erzherzog Joseph August von Österreich überredete, noch in derselben Nacht nach Budapest zu fahren und den Staatsstreich auszuführen, der die Regierung von Peidl stürzen sollte, die von Gewerkschaftern kontrolliert wurde. Joseph war jedoch trotz des großen Prestiges, dass er in Ungarn genoss, bei den Mitgliedern des Weißen Hauses unbeliebt, weil er die Asternrevolution unterstützt hatte.
Am 5. August rief Vilmos Böhm, der Gesandte in Wien, in Budapest an, um seine Regierung von einem Treffen mit Repräsentanten der Entente zu unterrichten, bei dem diese einer geringfügigen Reorganisation von Peidls Kabinett zugestimmt hatten, anstatt einer Gründung einer großen Koalition. Ein Spion des Weißen Hauses informierte Csilléry über den Inhalt des Gesprächs. Böhms Anruf bestätigte die größten Ängste der Verschwörer: die Repräsentanten der Entente waren bereit Peidls Kabinett anzuerkennen. Die Anführer des Weißen Hauses waren im Zugzwang.
Sie übernahmen die Kontrolle von Polizei und mehreren militärischen Einheiten in der Hauptstadt am 6. August 1919. Vor allem General Ferenc Schnetzer und Jakab Bleyer wurden aktiv, die zunächst Károly Peyer, den Innenminister, festnahmen und von ihm erfuhren, dass der Rest des Kabinetts sich im Palais Sándor versammelt hatte, wo die Minister von den Verschwörern gefangen genommen wurden. Gleichzeitig hatten sie das Verteidigungsministerium ohne Widerstand besetzt. Peidls Kabinett wurde gezwungen zurückzutreten und die Verschwörer versprachen, eine Koalitionsregierung zu bilden. Friedrichs Mitwirkung am Staatsstreich war minimal, zumal er immer dafür eintrat, Probleme durch Verhandlungen zu lösen. Die Historikerin Eva S. Balogh schreibt, dass er versuchte, eine Regierung nach Art des frühen Regimes unter Károlyi zu begründen, wo die Sozialdemokraten kaum Einfluss auf die Staatsgeschäfte gehabt hatten.

### Premierminister

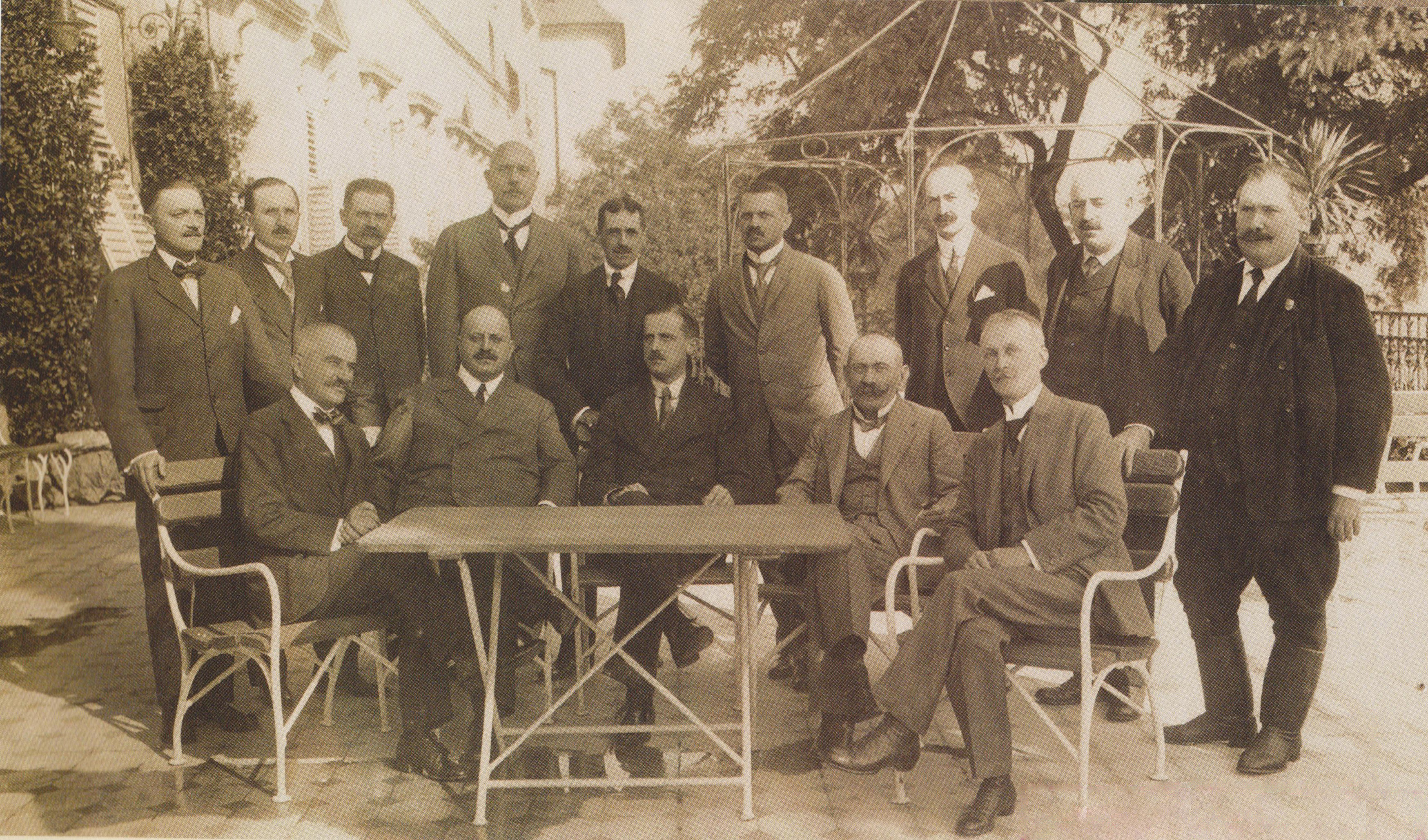
Friedrich mit einigen seiner Minister, 1919.

Nach dem Staatsstreich, der nur durch die Neutralität der Rumänen und die stille Duldung der Briten und der Italiener zustande kam, wurde Friedrich am 7. August 1919 als Premierminister benannt und der Erzherzog wurde Regent. Nach einer einwöchigen Übergangszeit bis zum 15. August wurde das Kabinett eingesetzt, das hauptsächlich aus ehemaligen Mitgliedern der Regierung Károlyi bestand, vor allem konservativen Männern der Unabhängigkeitspartei. Friedrich gründete seine eigene Partei, die Christliche National Partei (Keresztény Nemzeti Pártja, KNP), fand jedoch kaum Unterstützer. Er war viel zu weit links für die Konterrevolutionäre, mit denen er den Staatsstreich durchgeführt hatte und mühte sich, letztlich vergeblich, das moderate Programm fortzuführen, welches schon Károlyi betrieben hatte. Seine Regierung war noch schwächer als diejenige von Peidl und bestand im Großen und Ganzen aus Verschwörern und Unbekannten. Friedrich konnte auch keine Hilfe von den Briten oder Italienern erwarten, da diese keine Truppen in der Nähe hatten und auch die Rumänen, deren Truppen die Stadt und die östlichen Landesteile besetzt hielten, waren nicht zur Unterstützung bereit. Die Regierung in Bukarest weigerte sich das Kabinett Friedrich anzuerkennen. Die Regierung von Szeged und die Franzosen drängten sofort darauf, die Regierung abzusetzen oder wenigstens die Zusammensetzung des Kabinetts zu verändern. Die Nachbarstaaten fürchteten sich vor einer Restauration des Hauses Habsburg, unterstützten die Position der Franzosen und gingen in Opposition zur Ernennung von Erzherzog Joseph.
Nach der Machtergreifung versuchte Friedrich eine Abrechnung mit den Kriminellen der ehemaligen Regierungen zu vermeiden, hatte dabei jedoch wenig Erfolg. Bald wurden Attacken gegen Juden geführt, die von vielen Reaktionären angeklagt wurden, die Sowjetregierung zu unterstützen und in alle weiteren Straftaten dieser Zeit verwickelt zu sein. Trotzdem gelang es Friedrich bis Mitte August eine Große Koalitionsregierung zusammenzustellen, wenngleich diese nicht die Sozialisten umfasste. Ohne die Sozialisten jedoch verweigerte wiederum die Entente eine Anerkennung. Die Entente fürchtete, dass die Regierung mit einem Herrscher aus der alten kaiserlichen Familie die Monarchie wieder einführen könnte.
Am 7. August schaffte Friedrich die Institutionen der Ungarischen Sozialistischen Räterepublik ab und erlaubte wieder Privateigentum in Industrie, Handel und Landwirtschaft. Am 23. August entschied der Erzherzog von der Regentschaft zurückzutreten, bevor die Opposition sich formierte. Damit verlor Friedrich eine seiner Säulen der Regierung und der Posten des Staatsoberhaupts blieb vakant.

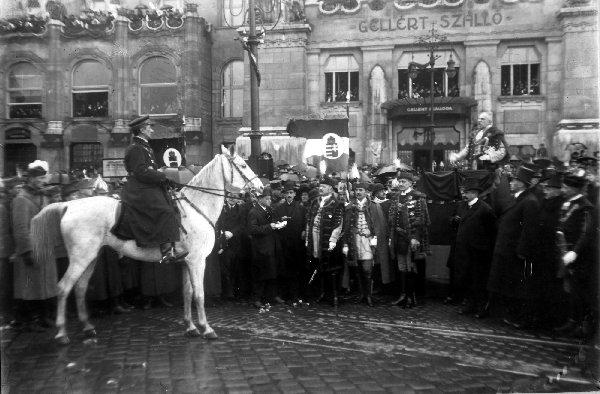
Miklós Horthy der Hauptkonkurrent um die Macht. Als Mann der Armee hatte er weniger politischen Rückhalt als Friedrich, konnte aber trotzdem sukzessive die Macht an sich reißen.

Seine Bemühungen ein Militär heranzubilden, welches der Regierung über loyal wäre, unabhängig von der Königlich Ungarischen Armee und theoretisch der Regierung von Szeged unterstellt, misslang aufgrund der Opposition der Rumänen. Die wenigen Einheiten, die er zusammenführen konnte, desertierten größtenteils zu Miklós Horthy, sobald sie in Szeged eintrafen, nachdem die Stadt von den rumänischen Truppen verlassen worden war.
Militärisch eingeschränkt, versuchte Friedrich im Verlauf von August und September seine Regierung politisch zu untermauern, indem er sein Kabinett anpasste und zuerst Mitglieder der Linken aufnahm, dann wieder der Rechten, ohne dabei jedoch die Anerkennung der Entente zu erwerben. Mit jeder Regierungsumbildung erlangten Exilanten, vor allem Wiener Konterrevolutionäre mehr Einfluss. Und obwohl die Anerkennung nicht erreicht werden konnte, entstand als Resultat eine mächtige neue Partei, die Christliche National-Unionspartei (Keresztény Nemzeti Egyesülés Pártja KNEP). In dieser Partei, die sich im Oktober formierte, kamen die wichtigsten Politiker der nordwestlichen Territorien von Ungarn zusammen, sowie die Katholische Kirche und gewisse Flüchtlinge aus Siebenbürgen, wie zum Beispiel die Gruppe um István Bethlen und Pál Teleki. Auch Teile der Oberklasse der Bourgeoisie unterstützten die neue Organisation. Die Regierung in Szeged, die Friedrichs Regierung anerkannt hatte, war verschwunden. Die größte Schwäche war nun das Militär und die Unsicherheit, ob Horthy die Nationalarmee der Regierung unterordnen würde, was er nicht tat.
Friedrich versuchte die Loyalität zu erwerben, indem er sich selbst zum Chef-Kommandant der Ungarischen Armee ernannte, obwohl er die Position sowieso schon ausübte. Trotzdem konnte er Horthy nicht dazu bewegen, sich seiner Regierung unterzuordnen und genauso wenig seinen Regierungssitz in die Hauptstadt verlegen. Währenddessen kontrollierte Horthy die Westgebiete mit Hilfe seiner Offiziere und überging die offiziellen Offiziere, die der Regierung gegenüber loyal waren.
Anfang November waren die Rumänen bereit, die Hauptstadt und das ganze Gebiet westlich der Theiß zu verlassen, was durch die Truppen von Horthy kontrolliert wurde. Dadurch wurde der Mangel an Einfluss der Regierungstruppen überdeutlich. Angesichts der Gefahr, dass sich der Weiße Terror durch die Offiziere von Horthy ausbreiten könnte, bemühten sich die Alliierten und die Repräsentanten die der Regierung nahe standen, Horthy davon zu überzeugen, dass er den Zusammenbruch in der Hauptstadt verhindern sollte. Und obwohl er zunächst versprach, die Armee einer neuen Koalitionsregierung zu unterstellen, widerrief er dies und behielt selbst die Kontrolle. Die große Zahl von Gefangenen unter seinem Kommando wurde noch vergrößert, nachdem er in die Hauptstadt eingezogen war. Politische Gefangene füllten alle Gefängnisse.
Am 17. November erließ das Kabinett Friedrich durch einen Erlass des Premierministers (ME 5985/1919) das Allgemeine Wahlrecht und Geheime Wahlen für alle Bürger (inklusive Frauen) ab dem Alter von 24. Damit erlangten 74 % der Erwachsenenbevölkerung (40 % der Gesamtbevölkerung) Zugang zu den Wahlen zum Ungarischen Parlament 1920, die damit die demokratischste Wahl der Geschichte bis zur Parlamentswahl 1945 blieb. Friedrich blieb als Premierminister im Amt bis zum 24. November. Der Druck der sozialistischen Linken und der Reaktionäre angeführt von Horthy, die beide von den Repräsentanten der Entente unterstützt wurden, führte zur Abdankung von Friedrich.

### Weiteres politisches Wirken
Friedrich wechselte dann ins Verteidigungsministerium bis zum 15. März 1920. Diese Position hatte kaum Bedeutung, da die Truppen sowieso nur Horthy gehorchten. Die neue Regierung, in der er immer noch einen Platz hatte, war ein Koalitionskabinett aus Sozialisten, Liberalen und Agrarianern, wurde aber von der KNEP kontrolliert. Es wurde von Károly Huszár geleitet, hatte jedoch nur geringen politischen Einfluss und nur wenige Anhänger. Es war gewählt worden, weil die Kandidatur von Horthy und seinen Unterstützern und von Albert Apponyi zurückgewiesen worden waren. Unterstützer von Friedrich besetzten zwar Schlüsselministerien, aber die Kontrolle der Armee lag bei Horthy und seine Unabhängigkeit von der Regierung durchkreuzte die Möglichkeiten von Friedrich politische Macht auszuüben.
In den Wahlen vom Februar 1920 wurde Friedrich von der KNEP gewählt, bildete jedoch unmittelbar eine eigene Gruppe mit seinen Anhängern – eine von mehreren, die aus den Parteien heraus entstanden. 1921 wurde er angeklagt als Mörder von István Tisza, er schaffte es jedoch, freigesprochen zu werden. Im November wurde er jedoch erneut inhaftiert als Teilnehmer im fehlgeschlagenen Versuch, Karl I. wieder zu inthronisieren. Bald darauf verschwand er endgültig von der politischen Bühne. Er war Abgeordneter einer kleinen Gruppe christlicher Demokraten bis 1939.

### Lebensende
Im Juli 1951 wurde er von der Ungarischen Volksrepublik unter Mátyás Rákosi verhaftet und fälschlich angeklagt, einen Putsch zu planen. Er wurde zu 15 Jahren Gefängnis verurteilt, starb jedoch bereits am 25. November 1951. Posthum wurde er 1990 rehabilitiert.